# TICAM2
TICAM2 (англ. Toll like receptor adaptor molecule 2) – білок, який кодується однойменним геном, розташованим у людей на короткому плечі 5-ї хромосоми. Довжина поліпептидного ланцюга білка становить 235 амінокислот, а молекулярна маса — 26 916.
| 10         |  | 20         |  | 30         |  | 40         |  | 50         |
| ---------- |  | ---------- |  | ---------- |  | ---------- |  | ---------- |
| MGIGKSKINS |  | CPLSLSWGKR |  | HSVDTSPGYH |  | ESDSKKSEDL |  | SLCNVAEHSN |
| TTEGPTGKQE |  | GAQSVEEMFE |  | EEAEEEVFLK |  | FVILHAEDDT |  | DEALRVQNLL |
| QDDFGIKPGI |  | IFAEMPCGRQ |  | HLQNLDDAVN |  | GSAWTILLLT |  | ENFLRDTWCN |
| FQFYTSLMNS |  | VNRQHKYNSV |  | IPMRPLNNPL |  | PRERTPFALQ |  | TINALEEESR |
| GFPTQVERIF |  | QESVYKTQQT |  | IWKETRNMVQ |  | RQFIA      |  |            |

A: Аланін

C: Цистеїн

D: Аспарагінова кислота

E: Глутамінова кислота

F: Фенілаланін

G: Гліцин

H: Гістидин

I: Ізолейцин

K: Лізин

L: Лейцин

M: Метіонін

N: Аспарагін

P: Пролін

Q: Глутамін

R: Аргінін

S: Серин

T: Треонін

V: Валін

W: Триптофан

Кодований геном білок за функцією належить до фосфопротеїнів. 
Задіяний у таких біологічних процесах, як імунітет, вроджений імунітет, запальна відповідь, альтернативний сплайсинг. 
Локалізований у клітинній мембрані, цитоплазмі, мембрані, ендоплазматичному ретикулумі, апараті гольджі, ендосомах.